# Oftalmoscopio

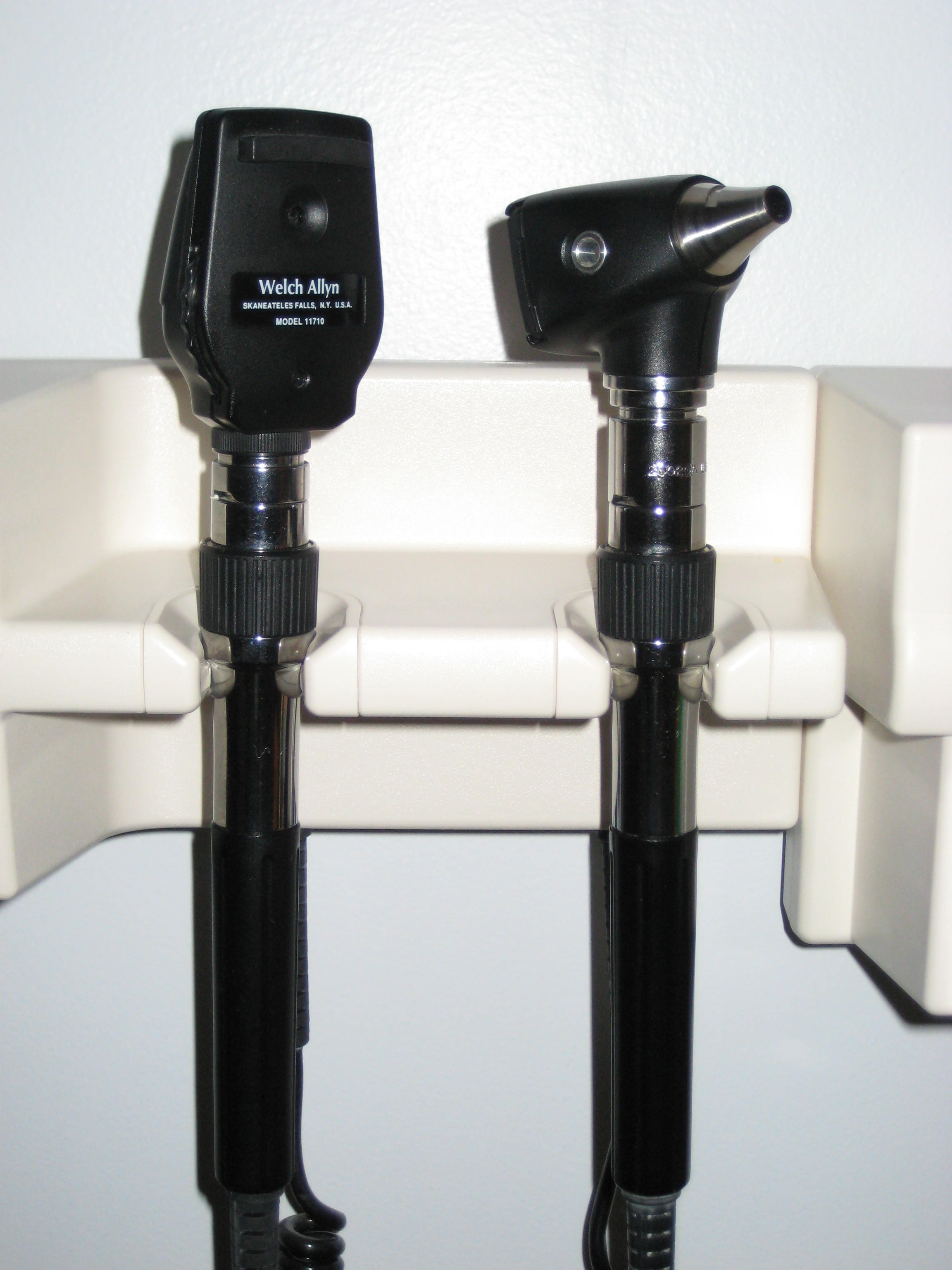
Oftalmoscopio (izquierda) y otoscopio (derecha).

En oftalmología y en óptica, el oftalmoscopio (del gr. ὀφθαλμός 'ojo' y σκοπέω 'observar') es un instrumento para ver ampliado el fondo del ojo de un paciente, donde se encuentra la retina. Fue inventado por Hermann von Helmholtz en 1851. 

## Historia
Antes del avance del oftalmoscopio la identificación de las irregularidades del fondo de ojo dependían de la observación de las modificaciones del reflejo de color rojo que se veía en la pupila. El registro más antiguo que se tiene data de 1704, cuando Méry llevó a cabo la primera observación oftalmoscópica del fondo de ojo en un gato sumergido bajo el agua. Él investigaba las reacciones pupilares de dicho animal en el agua; a medida que el gato se ahogaba sus pupilas se dilataban, y el fondo de ojo se podía ver cómodamente ya que el poder refractivo de la córnea era contrarrestado por la superficie plana del agua. Sin embargo Méry no pudo ver la trascendencia de este fenómeno, y fue hasta 1709 cuando de la Hire observó la importancia de este hecho y lo describió.
Posteriormente en 1847, el matemático inglés Charles Babbage fabricó una herramienta que tenía como función el poder ver el segmento posterior del ojo humano. Tres años después en 1850  Hermann von Helmholtz lo reinventa, y a él se le atribuye la creación de este instrumento ya que supo la importancia de esta herramienta en los estudios oculares. Ese mismo año Helmholtz muestra a la sociedad médica de Berlín el primer oftalmoscopio, y un año después publica la descripción de dicho invento bajo el nombre de Augenstegel. Es hasta 1853 cuando aparece en Inglaterra el término oftalmoscopio.
Su oftalmoscopio original consistía en una placa plana de cristal. Se ubicaba una fuente de luz al lado del ojo a observar y la placa enfrente a él, en dirección oblicua, para que una fracción de la luz se reflejara en el área de la placa hacia el ojo. El observador podía percibir unos cuantos de los rayos del fondo al ver a través de la placa transparente, y así poder conseguir una imagen del fondo que se iluminaba. La iluminación era débil, ya que solo una pequeña  parte de la luz se reflejaba en la superficie de la placa. Luego Von Helmholtz incrementó la cantidad de luz que se reflejaba al superponer tres placas planas. Después, plateó la parte posterior del cristal y lo transformó en un espejo más fuerte; para que el observador pudiera ver se dejó un área pequeña sin platear o se hacía un orificio al espejo (UAG, 2011, en red). Como la iluminación seguía siendo débil debido a que  los rayos que se reflejan en un espejo plano son divergentes, Reute desarrolló en 1852 un espejo cóncavo con un orificio. También en este mismo año, Rekoss incorpora dos discos móviles con lentes que permitían un enfoque más fácil. Después de estos descubrimientos el aparato evolucionó variada y rápidamente y se desarrollaron dos tipos de oftalmoscopio: 
- indirecto en el que se inserta una lente entre el foco emisor de la luz y el ojo observado, dando una imagen auténtica, invertida y diminuta del ojo en estudio,
- directo que no requiere lente intermedia y da una imagen recta, virtual y grande de la retina que se quiere explorar (Delgado, 2010, en red).

Posteriormente en 1853, Coccius construye una herramienta que mezclaba los oftalmoscopios diseñados por Helmholtz y Ruete, que podía utilizarse tanto para oftalmoscopia directa como para la indirecta. Es hasta 1861 cuando Giraud-Teulon inventa el primer oftalmoscopio binocular indirecto, con este el observador usaba una lente convergente adelante del instrumento con el que se lograba una pequeña, virtual e invertida imagen. En 1869, Loring explica el primer oftalmoscopio monocular, cuya principal característica era que tenía una mayor flexibilidad en la elección de las lentes que permitían observar el fondo de ojo. Este instrumento que Loring diseñó es considerado en un principio como oftalmoscopio directo, pero luego agregó un lente convergente por lo que empezó a usarse como indirecto (UAG, 2011, en red).
En 1883 cuando Adams creó un oftalmoscopio monocular indirecto, pero con la diferencia que se sujetaba por delante del ojo del observador por medio de una cinta que se ataba a la cabeza, por lo que ahora el oftalmólogo ya no tenía necesidad de sostenerlo con las manos. Un par de años después Dennett inventó el primer oftalmoscopio eléctrico. 
La invención del oftalmoscopio eléctrico fue un hallazgo sumamente importante, ya que ha servido de base para los oftalmoscopios modernos. Actualmente se ha logrado que este aparato proyecte la luz por un prisma y esta la desvié 90°. Asimismo, consta de un disco giratorio el cual contiene diferentes lentes, y las cuales el explorador puede hacer girar con el dedo índice. Otro aspecto importante que se ha modificado con respecto a las prácticas antiguas es el manejo de este instrumento en las consultas, ya que ahora para inspeccionar el ojo derecho el oftalmólogo debe agarrarlo con la mano derecha y si es el ojo izquierdo con la mano izquierda.

## Características
Este aparato tiene variantes en cuanto a sus dispositivos, pero su funcionamiento básico se basa en la reflexión por espejos de un rayo de luz que va al paciente. Dispone de varias lentes fondo del ojo. 
En la cara posterior del oftalmoscopio se encuentra un disco o rueda que permite cambiar la forma e intensidad de la luz empleada:
- círculo pequeño o media luna de luz blanca para pupilas mióticas
- círculo luminoso de mayor tamaño para pupilas dilatadas
- luz verde o anaeritra que es de longitud de onda corta y por tanto se refleja en las capas superficiales de la retina, permite observar la mácula y los vasos sanguíneos con mayor definición
- sistema de círculos concéntricos con una estrella o círculo central para objetivar la fijación excéntrica cuando se le pide al paciente que mire a la luz y descartar la falsa mácula del estrábico

## Manejo
Para utilizarlo, el explorador (bien sea óptico o médico) debe colocarse frente al paciente, mirándole, y proyectar el rayo de luz del oftalmoscopio, en un ambiente de poca luminosidad. Por ley, si el explorador es médico oftalmólogo, tendrá permiso para dilatar la pupila al paciente mediante medicamentos midriáticos. En caso de ser óptico optometrista, la exploración debe hacerse sin ninguna administración de medicamentos.

## Examen del fondo de ojo
Consiste en mirar la retina, especialmente los vasos sanguíneos, la entrada del nervio óptico y alteraciones mismas que pueden encontrarse en la retina (pigmentaciones, exudados, hemorragias).
Para esto se usa el oftalmoscopio que es un instrumento provisto de una fuente de luz y un juego de lentes con distintas dioptrías que sirven para enfocar la retina.
El examen se efectúa en un ambiente oscuro. Si es posible, conviene dilatar las pupilas con un midriático. 
Este examen es necesario practicarlo varias veces para lograr destreza. La cabeza del examinador y del paciente deben estar a la misma altura. La persona que es examinada debe mirar hacia adelante y no mover sus ojos. Se trata primero ver el "rojo del ojo" que es el reflejo de la luz en la retina e indica que los medios refráctiles están transparentes. Luego se enfoca la retina y se van identificando las estructuras que interesan, partiendo por el nervio óptico